# Wei Zhongxian
Wei Zhongxian (Xian de Suning 1568 – Pekín, 12 de diciembre de 1627) fue un eunuco chino del final de la dinastía Ming. 
Es considerado por muchos historiadores como el más poderoso y notorio eunuco de la historia china. Se le conoce por su servicio en la corte del emperador Tianqi (r. 1620–27), cuando su poder rivalizó con el del emperador.